# Sveti Ivan na pučini
Sveti Ivan na pučini je majhen nenaseljen otok v Jadranskem morju. Pripada Hrvaški ter mestu Rovinj. Otok se nahaja pred Rovinjem sredi zahodne obale istrskega polotoka. Ta otoček je najbolj viden v majhnem otočju s 13 otoki in pečinami. Gre za otok, dolg 70 m in širok 50 m.
V državnem programu za zaščito in uporabo majhnih, občasno naseljenih in nenaseljenih otokov ter okoliškega morja Ministrstva za regionalni razvoj in sklade Evropske unije je otok uvrščen med otoke z manjšo nadmorsko površino (kamnine različnih oblik in velikosti). Meri 5.153 m2. Na otoku je vetrnica, svetilnik Sv. Ivana na pučini in nastanitveni objekt. V bližini so tudi otočki Sveti Ivan, Sturag in Crveni otok.
Avgusta 1914 je 6 navtičnih milj od otoka potonil avstro-ogrski potniški parnik SS Baron Gaustch potem, ko je naletel na polje morskih min zaradi plovbe preblizu obale Pulja.